# Jamal ad-Din (astrónomo)
Jamal Ad-Din Muḥammad ibn Ṭāhir ibn Muḥammad al‐Zaydī al‐Bukhārī (también transcrito como ud-Din, Jamal al-Din (literalmente, Belleza de la Fe); nombre chino Zhamaluding) fue un astrónomo persa del siglo XIII.

## Semblanza
Originario de Bujará, Jamal Ad-Din entró al servicio de Kublai Kan alrededor del año 1250, fundando un centro islámico de estudios astronómicos en Pekín, la nueva capital del imperio, para operar en paralelo con los astrónomos chinos tradicionales. Kublai Kan mantuvo así la estructura burocrática previa, pero las observaciones y las predicciones chinas pasaron a ser comprobadas por reputados estudiosos musulmanes.
Se sabe que en 1267 Jamal Ad-Din entregó a Kublai Khan siete instrumentos astronómicos, regalo de Hulagu Kan, incluyendo un astrolabio persa, un globo terráqueo y una esfera armilar. Esta es la referencia conocida más antigua a un globo terráqueo esférico en la astronomía china.
Esta cita está asociada con un zij en persa desaparecido, que fue traducido al chino en 1383 por Ma‐shayihei con el título de Huihuilifa (calendario islámico). Incluía las tablas  ptolomaicas basadas en nuevos valores y ajustadas a Pekín, y han sido reconstruidas en años recientes.
En general, su actividad no mostraba muchas diferencias con la astronomía china. Aun así, Guo Shoujing evidentemente obtuvo la idea del torquetum de Jamal Ad-Din, y produjo una versión simplificada omitiendo las coordenadas eclípticas que no fue utilizada en China.
En 1286 llevó a cabo una recopilación a gran escala de datos del imperio Yuan en 755 volúmenes, conocida como el Dayitongzh. Excepto la introducción de la obra, este texto se ha perdido.